# Callistochiton porosus
Callistochiton porosus is een keverslakkensoort uit de familie van de Callistoplacidae. De wetenschappelijke naam van de soort is voor het eerst geldig gepubliceerd in 1905 door Nierstrasz.